# Атасу (река)
Атасу (каз. Атасу) — река в Казахстане, Карагандинской области, левый приток реки Сарысу. Протекает по территорий Жанааркинского района. Длина 177 км, площадь бассейна 5920 км².
Питание снеговое. Половодье — весной. Летом пересыхает. Средне-годовой расход воды 0,66 м³/с.
Начинается на склонах гор Кызылту, Узынжал.
Притоки: Былкылдак, Каракога, Каркымбай, Исабек Карасуы, Боранбай. На Атасу сооружено Кылышское водохранилище (у города Каражал).